# Concesión de Mares
La Concesión de Mares fue una sociedad privada entre Roberto de Mares y el gobierno Colombiano en 1906, para la explotación de Hidrocarburos, cerca a Barrancabermeja (Santander).

## Historia
El primer interesado en la explotación de petróleo en la región fue José Joaquín Bohórquez,  a quien Roberto de Mares le propuso la concesión, por ser ahijado del presidente Rafael Reyes Prieto. Esta sería la segunda concesión adjudicada a Roberto de Mares.
Fue creada a partir de la Ley 6 de 1906, durante el gobierno de Rafael Reyes Prieto. El acuerdo le otorgó a Roberto de Mares el privilegio de explotar los yacimientos petrolíferos del sitio Las Infantas (Santander), por 30 años. La concesión abarcaba un área de 528.980 hectáreas, colindantes con el río Magdalena.
El gobierno decretó la caducidad de la concesión debido a la carencia de recursos en 1909. Sin embargo la misma fue reactivada en 1914, por el gobierno de José Vicente Concha (1914-1918) con el propósito de ambientar entre los senadores y petroleros estadounidenses la firma del Tratado Urrutia-Thompson firmado en el gobierno de Carlos E. Restrepo.
El 15 de junio de 1916 se levantó el acta de San Vicente de Chucurí, provincia de Zapatoca (Santander), en el sitio denominado ‘Las Infantas', en la confluencia de los ríos La Colorada y Oponcito, ‘fue practicada una diligencia con el fin de declarar solemnemente iniciados los trabajos de explotación'. De Mares, se ve precisado a ceder la concesión no sin antes intentar vendérsela a los norteamericanos interesados en su adquisición, y de haber sacado de la compañía concesionaria al descubridor del petróleo José Joaquín Bohórquez.
Además la Concesión de Mares dio origen a la Tropical Oil Company (Troco).
Finalmente la Concesión de Mares fue revertida el 25 de agosto de 1951, y permitió la creación de la Empresa Colombiana de Petróleos (Ecopetrol)